# WTA Florianópolis
Das WTA Florianópolis (offiziell: WTA Brasil Tennis Cup) war ein Tennisturnier der WTA Tour, das in der brasilianischen Stadt Florianópolis ausgetragen wurde. Die ersten beiden Ausgaben wurden noch auf Hartplätzen gespielt, seit 2015 wurde das Turnier auf Sandplätzen ausgetragen.

## Siegerliste

### Einzel
| Jahr | Siegerin           | Finalgegnerin    | Ergebnis      |
| ---- | ------------------ | ---------------- | ------------- |
| 2013 | Monica Niculescu   | Olga Putschkowa  | 6:2, 4:6, 6:4 |
| 2014 | Klára Zakopalová   | Garbiñe Muguruza | 4:6, 7:5, 6:0 |
| 2015 | Teliana Pereira    | Annika Beck      | 6:4, 4:6, 6:1 |
| 2016 | Irina-Camelia Begu | Tímea Babos      | 2:6, 6:4, 6:3 |

### Doppel
| Jahr | Siegerinnen                                 | Finalgegnerinnen                          | Ergebnis          |
| ---- | ------------------------------------------- | ----------------------------------------- | ----------------- |
| 2013 | Anabel Medina Garrigues Jaroslawa Schwedowa | Anne Keothavong Walerija Sawinych         | 6:0, 6:4          |
| 2014 | Anabel Medina Garrigues Jaroslawa Schwedowa | Francesca Schiavone Silvia Soler Espinosa | 7:61, 2:6, [10:3] |
| 2015 | Annika Beck Laura Siegemund                 | María Irigoyen Paula Kania                | 6:3, 7:61         |
| 2016 | Ljudmyla Kitschenok Nadija Kitschenok       | Tímea Babos Réka Luca Jani                | 6:3, 6:1          |